# لين برنس
لين برنس (بالإنجليزية: Len Prince)‏ هو مصور أمريكي، ولد في 1953.